# Myriopteris mickelii
Myriopteris mickelii är en kantbräkenväxtart som först beskrevs av T.Reeves, och fick sitt nu gällande namn av Grusz och Windham. Myriopteris mickelii ingår i släktet Myriopteris och familjen Pteridaceae. Inga underarter finns listade.